# نانسي ويلارد
نانسي ويلارد (بالإنجليزية: Nancy Willard)‏ هي كاتبة للأطفال وكاتِبة وشاعرة أمريكية، ولدت في 26 يونيو 1936 في آن آربر في الولايات المتحدة، وتوفيت في 19 فبراير 2017 في بكبسي في الولايات المتحدة.